# Hidden Palms
Hidden Palms è una serie televisiva americana del genere teen drama che è stata mandata in onda per la prima volta negli USA dall'emittente The CW il 30 maggio 2007. Sono stati prodotti solo 8 episodi della prima stagione. La serie, creata da Kevin Williamson, racconta la vita di un gruppo di adolescenti e le loro famiglie che risiedono a Palm Springs, California.

## Produzione

### Trama
Dopo il suicidio del padre, Johnny Miller, assieme a sua madre, si trasferisce nella solare Palm Springs. Presto però, Johnny imparerà che la città non è solo un bellissimo posto soleggiato, un omicidio misterioso sconvolgerà la vita degli abitanti di Palm Springs.

### Origini
La serie, prodotta da Lionsgate Television, iniziò la produzione alla fine del 2006 con il provvisorio titolo di Palm Springs, il quale venne cambiato appena prima la presentazione.
All'inizio del 2007, fu annunciata la messa in onda di Hidden Palms, programmata per il 6 marzo alle 21 su The CW; tuttavia venne sostituita da Pussycat Dolls Present: The Search for the Next Doll. L'esordio della serie ora è fissato mercoledì 30 maggio 2007 alle 20 per quanto riguarda la costa ovest degli USA.
Hidden Palms è stato paragonato dai media a The OC, il celebre teen drama di Fox creata da Josh Schwartz, anche perché ad esso partecipano 3 attori che hanno già interpretato una parte in The OC, quali Taylor Handley, Michael Cassidy e Amber Heard. Una particolarità che accomuna le due serie è la colonna sonora del primo trailer promozionale e cioè Running Up That Hill dei Placebo, già utilizzata nella première della quarta serie di The OC.

### Riprese
A causa dei notevoli costi di produzione, la serie non è girata a Palm Springs, bensì in uno studio a Phoenix, Arizona. Nei trailer promozionali si notano comunque registrazioni esterne della città reale.

### Messa in onda
La prima stagione di Hidden Palms è stata messa in onda a partire dal 30 maggio 2007 negli USA su The CW. La serie è stata simultaneamente trasmessa anche in Canada su Citytv, mentre in altri paesi, inclusi Australia, Brasile, Spagna e Regno Unito, la programmazione è iniziata a settembre.
Negli USA la serie è stata un flop.
La serie è stata presentata alla sesta edizione del Telefilm Festival il 10 maggio 2008. È andata in onda dal 7 giugno 2008 su Rai 2.

## Personaggi principali
| Attore             | Personaggio    |
| ------------------ | -------------- |
| Michael Cassidy    | Cliff Wiatt    |
| Taylor Handley     | Johnny Miller  |
| Amber Heard        | Greta Matthews |
| Sharon Lawrence    | Tess Wiatt     |
| D.W. Moffett       | Bob Hardy      |
| Gail O'Grady       | Karen Hardy    |
| Ellary Porterfield | Liza Witter    |
| Cheryl White       | Helen Witter   |
| Tessa Thompson     | Nikki          |

## Episodi
Per la prima stagione, The CW aveva preparato 8 episodi che avrebbero dovuto occupare la prima serata di tutto giugno e luglio, ma a causa dei bassissimi dati d'ascolto (avvenuti nonostante la presenza di tantissime repliche durante la settimana), la serie è stata trasmessa con due episodi a settimana nella seconda parte di giugno e la CW l'ha ufficialmente cancellata.
| Stagione       | Episodi | Prima TV | Prima TV |
| -------------- | ------- | -------- | -------- |
| Prima stagione | 8       | 2007     | 2008     |

### Auditel e Share
| Spettatori | Spettatori | Share | Periodo                             |
| ---------- | ---------- | ----- | ----------------------------------- |
| ITA        | 639.000    | 7.19% | Dal 7 giugno 2008 al 26 luglio 2008 |
| USA        | 1.330.000  | 2%    | Dal 30 maggio 2007 al 4 luglio 2007 |